# Alessandro Diamanti
Alessandro Diamanti, född den 2 maj 1983 i Prato, är en italiensk fotbollstränare och tidigare spelare som är tränare i Melbourne Citys akademi.

## Klubbkarriär

### Prato
Alessandro Inledde karriären i sin hemstad med AC Prato. Under sina år i klubben kom han att lånas ut till flera andra klubbar i Toskana. 2004 Köpte AlbinoLeffe Diamanti på delägarskap och han spelade två år för klubben, för att därefter återvända till Prato, som då spelade i Serie C2. Under sin sista säsong med klubben imponerade Diamanti med sina tio ligamål på 25 matcher.

### Livorno
Livorno rekommenderades att köpa den spektakuläre anfallaren av dåvarande försvararen Fabio Galante tillika Diamantis vän. Diamanti gjorde sin Serie A-debut för Livorno 25 augusti 2007 mot Juventus. Totalt blev det fjorton matcher från start, ytterligare tolv inhopp och fyra mål. Klubben slutade dock sist i serien och flyttades ned i Serie B.
Under sin andra säsong i Livorno var Diamanti en av klubbens bästa spelare med tretton mål på 32 matcher. Livorno slutade trea i Serie B och tog steget upp i Serie A igen efter kval mot Brescia. Diamanti han representera Livorno mot Cagliari 23 augusti 2009 innan han såldes till West Ham.

### West Ham
28 augusti 2009 skrev Diamanti på ett femårskontrakt med den engelska klubben West Ham, som betalade hans gamla klubb ca 6,5 miljoner euro. Diamanti debuterade för sin nya klubb borta mot Wigan 12 september 2009 och blev samtidigt West Hams 800:e spelare. Diamanti gjorde sitt första mål för West Ham den 20 september 2009 på straff mot Liverpool, i en match som slutade 2-3 till Liverpool.

### Brescia
Efter bara en säsong med West Ham blev det den 24 augusti officiellt att Diamanti lämnade West Ham för den italienska klubben Brescia, som betalade för 2,2 miljoner euro för övergången . Alessandro presenterades i Brescia den 25 augusti.
Diamanti inledde säsongen stark och belönades under hösten med att bli uttagen i landslaget. Totalt spelade Diamanti 32 matcher och gjorde sex mål, näst bäst efter Andrea Caracciolo i Brescia som åkte ur Serie A.
I juli 2011 krävde hans gamla klubb West Hams en avstängning för Diamanti efter att Brescia inte skött betalningen.

### Bologna
1 augusti 2011 köpte Bologna Diamanti på delägarskap.

### Slut som spelare och start på tränarkarriären
I april 2023 avslutade Diamanti sin spelarkarriär. I juli 2023 blev han klar som tränare i Melbourne Citys akademi.

## Landslagskarriär
14 november 2010 togs Diamanti för första gången ut i landslaget. Han gjorde sin debut 17 november mot Rumänien. Efter att inte ha funnits med i några landslag de kommande ett och ett halvt året tog Diamanti ut av Cesare Prandelli till  Europamästerskapet i fotboll 2012. Diamanti gjorde där tre inhopp och slog in den avgörande straffen i kvartsfinalen mot England.

## Meriter
- Mästare i Serie C2: 1

Florentia Viola: 2002-2003

## Spelstil
Diamanti är en offensiv mittfältare eller andra anfallare. Han har ett bra distansskott med sin vänsterfot och är frisparksspecialist.

## Personligt
Alessandro Diamanti är gift med tv-presentatören Silvia Hsieh. Tillsammans har paret två döttrar.
Diamantis tröjnummer, 23, är valt efter Silvia Hsiehs födelsedatum. Under tiden i Livorno brukade han också bära en t-shirt med texten "I heart Hsieh".